# Pärnu lahe
Pärnu lahe este o arie protejată (arie de protecție specială avifaunistică — SPA) din Estonia întinsă pe o suprafață de 110.409,4 ha, integral pe uscat.

## Localizare
Centrul sitului Pärnu lahe este situat la coordonatele 58°12′44″N 24°08′38″E / 58.2122°N 24.144°E.

## Înființare
Situl Pärnu lahe a fost declarat arie de protecție specială avifaunistică în aprilie 2004 pentru a proteja 41 de specii de animale.

## Biodiversitate
Situată în ecoregiunile boreală și marină baltică, aria protejată nu include niciun habitat protejat.
La baza desemnării sitului se află mai multe specii protejate de  păsări (41): lăcar mare (Acrocephalus arundinaceus), rață sulițar (Anas acuta), rață lingurar (Anas clypeata), rață pitică (Anas crecca), rață fluierătoare (Anas penelope), rață mare (Anas platyrhynchos), rață cârâitoare (Anas querquedula), rață pestriță (Anas strepera), gârliță mare (Anser albifrons), gâscă cenușie (Anser anser), gâscă de semănătură (Anser fabalis), pietruș (Arenaria interpres), ciuf de câmp (Asio flammeus), rața moțată (Aythya fuligula), Aythya marila, Branta leucopsis, Bucephala clangula, prundaș gulerat mare (Charadrius hiaticula), erete de stuf (Circus aeruginosus), Clangula hyemalis, Cygnus columbianus bewickii, lebădă de iarnă (Cygnus cygnus), lebădă de vară (Cygnus olor), pescăruș sur (Larus canus), pescăruș negricios (Larus fuscus), pescăruș râzător (Larus ridibundus), sitar de mâl (Limosa limosa), rață catifelată (Melanitta fusca), rață neagră (Melanitta nigra), ferestrașul mare (Mergus merganser), Mergus serrator, cormoran mare (Phalacrocorax carbo), corcodel mare (Podiceps cristatus), eider (Somateria mollissima), chiră mică (Sterna albifrons), chiră de baltă (Sterna hirundo), Sterna paradisaea, chiră de mare (Sterna sandvicensis), fluierar negru (Tringa erythropus), fluierarul cu picioare roșii (Tringa totanus), nagâț (Vanellus vanellus).
Pe lângă speciile protejate, pe teritoriul sitului au mai fost identificate 1 specie de amfibieni, 2 specii de pești.